# 维埃纳古罗马剧场
维埃纳古罗马剧场（法語：Théâtre antique de Vienne）位于法国伊泽尔省的维埃纳，是一座建于公元1世纪的古罗马圆形剧场。
维埃纳古罗马剧场于1840年被法国文化部列为法国历史古迹。

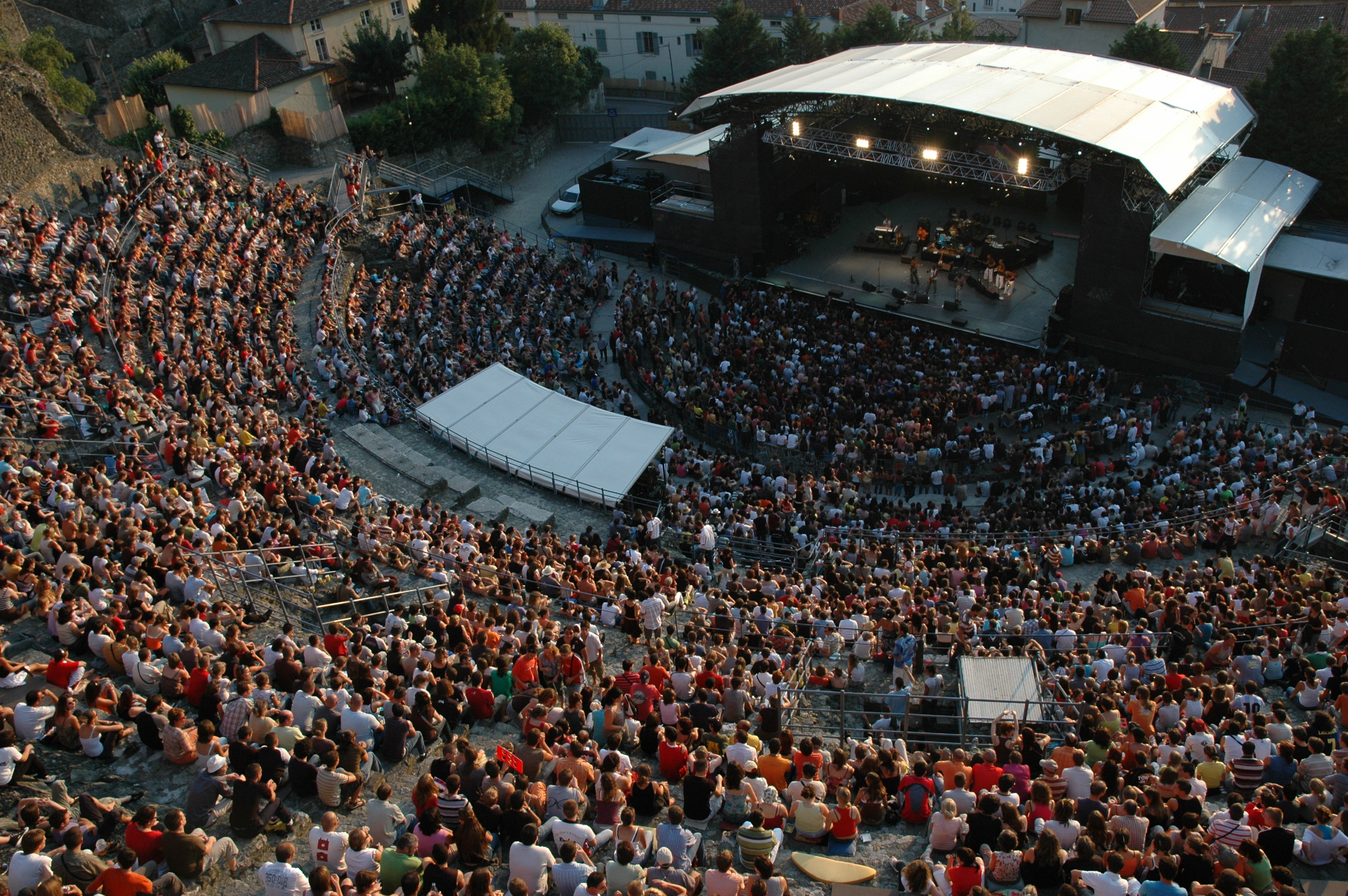
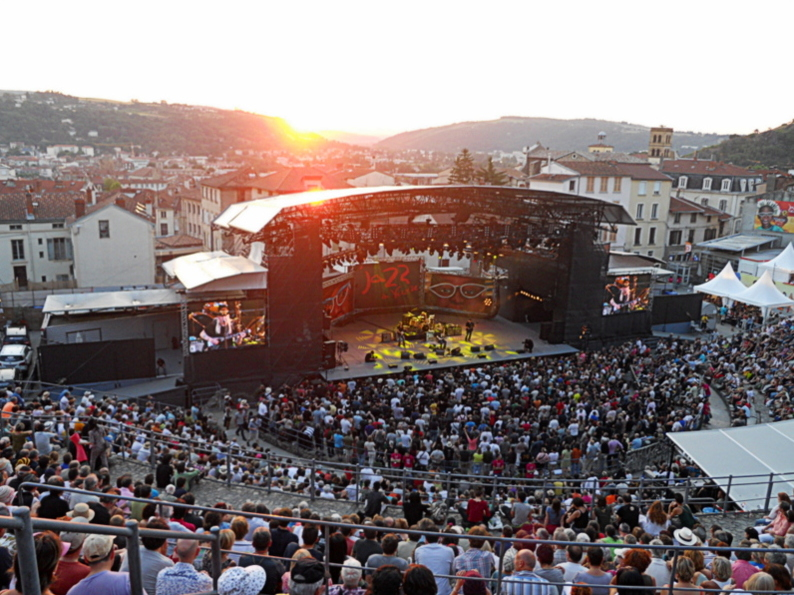

此处为维埃纳爵士音乐节会场。